# Ле Плеси Робенсон
Ле Плеси Робенсон (фр. Le Plessis-Robinson) град је у Француској, у департману Горња Сена.
По подацима из 1999. године број становника у месту је био 21.618.

## Демографија
| 1962.  | 1968.  | 1975.  | 1982.  | 1990.  | 1999.  | 2011.  |
| ------ | ------ | ------ | ------ | ------ | ------ | ------ |
| 18.449 | 22.590 | 22.231 | 21.271 | 21.289 | 21.618 | 28.113 |

## Партнерски градови
- Woking
- Arabkir District